# 永留かおる
永留 かおる（ながどめ かおる、1973年5月7日 - ）は、日本の元女子サッカー選手。元サッカー日本女子代表。現役時代のポジションはディフェンダー。

## 来歴
プリマハムFCくノ一でプレー。1995年の第7回日本女子サッカーリーグでは、ベストイレブンにも選出された。サッカー日本女子代表では、1997年6月15日、中国代表との試合でデビューした。その後、代表での出場は無かったが、1999年に2年ぶりに代表の試合に出場、1999 FIFA女子ワールドカップのメンバーにも選出された（試合出場は無し）。1999年まで通算で4試合に出場した。

## 代表歴
- 1997年6月15日 - A代表初出場 - 中国戦

### 出場大会など
- 1999 FIFA女子ワールドカップ

### 試合数
- 国際Aマッチ 4試合（1997-1999）

| 日本代表 | 国際Aマッチ | 国際Aマッチ |
| 年       | 出場        | 得点        |
| -------- | ----------- | ----------- |
| 1997     | 1           | 0           |
| 1998     | 0           | 0           |
| 1999     | 3           | 0           |
| 通算     | 4           | 0           |

### 出場
| # | 開催日         | 開催地       | 会場                       | 相手           | 結果 | 監督   | 大会         |
| - | -------------- | ------------ | -------------------------- | -------------- | ---- | ------ | ------------ |
| 1 | 1997年06月15日 | 大阪府       | 長居陸上競技場             | 中国           | △0-0 | 宮内聡 | キリンカップ |
| 2 | 1999年03月24日 | サンカンタン |                            | フランス       | ○1-0 | 宮内聡 | 国際親善試合 |
| 3 | 1999年04月29日 | シャーロット |                            | アメリカ合衆国 | ●0-9 | 宮内聡 | 国際親善試合 |
| 4 | 1999年06月03日 | 東京都       | 国立霞ヶ丘競技場陸上競技場 | 韓国           | ○3-2 | 宮内聡 | キリンカップ |